# 查爾萬卡

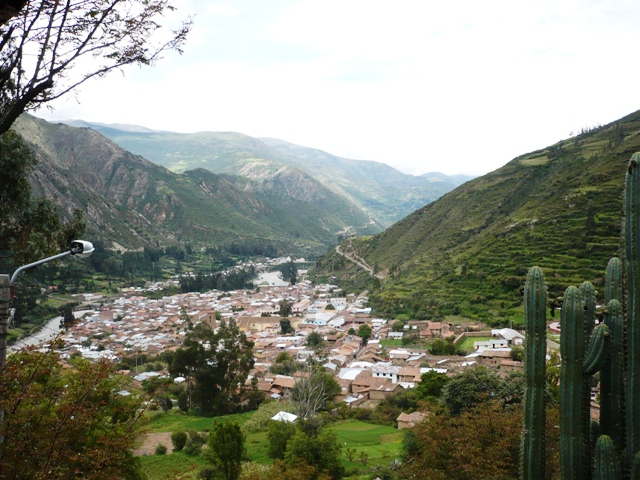

查爾萬卡（西班牙語：Chalhuanca），是秘魯的城鎮，位於該國南部阿普里馬克大區，是艾馬賴斯省的首府，處於安第斯山脈東坡，海拔高度2,888米，居民主要從事農業和採礦業。
14°17′42″S 73°14′40″W / 14.29500°S 73.24444°W